# 迪克特 (明尼蘇達州)
迪克特（英語：Duquette）是位於美國明尼蘇達州派恩縣克里克鎮區及尼克森鎮區的一個非建制地區。

## 地理
迪克特所處的海拔為高於海平面349米（即1145英呎），而該地所採用的時區為UTC-6，即北美中部時區（CST）。同時該地設有夏令時間，為UTC-6調快一小時，即UTC-5（CDT）。